# Rio Grande Valley Vipers 2009-2010
La stagione 2009-10 dei Rio Grande Valley Vipers fu la 3ª nella NBA D-League per la franchigia.
I Rio Grande Valley Vipers arrivarono primi nella West Conference con un record di 34-16. Nei play-off sconfissero al primo turno i Reno Bighorns (2-1), nelle semifinali gli Austin Toros (2-1), per poi aggiudicarsi il primo titolo battendo in finale i Tulsa 66ers (2-0).

## Roster
| N° | Naz.                         | Ruolo | Sportivo         | Anno | Alt. | Peso |
| -- | ---------------------------- | ----- | ---------------- | ---- | ---- | ---- |
| 2  | Stati Uniti (bandiera)       | A     | Mike Harris      | 1983 | 198  | 109  |
| 4  | Stati Uniti (bandiera)       | G     | Antonio Anderson | 1985 | 198  | 98   |
| 10 | Stati Uniti (bandiera)       | P     | Jonathan Wallace | 1986 | 188  | 86   |
| 12 | Stati Uniti (bandiera)       | G     | Will Conroy      | 1982 | 188  | 88   |
| 14 | Stati Uniti (bandiera)       | P     | Kenny Dawkins    | 1987 | 175  | 70   |
| 17 | Stati Uniti (bandiera)       | G     | Garrett Temple   | 1986 | 198  | 86   |
| 18 | Stati Uniti (bandiera)       | G     | Terrel Harris    | 1987 | 196  | 102  |
| 18 | Stati Uniti (bandiera)       | G     | Jermaine Taylor  | 1986 | 193  | 95   |
| 19 | Stati Uniti (bandiera)       | P     | Craig Winder     | 1984 | 184  | 86   |
| 21 | Stati Uniti (bandiera)       | G     | Kenny Hasbrouck  | 1986 | 191  | 88   |
| 22 | Stati Uniti (bandiera)       | A     | Joey Dorsey      | 1983 | 203  | 122  |
| 23 | Stati Uniti (bandiera)       | A     | Stanley Asumnu   | 1982 | 196  | 99   |
| 24 | Stati Uniti (bandiera)       | G     | Sean Barnette    | 1986 | 196  | 99   |
| 24 | Stati Uniti (bandiera)       | G     | Travis Holmes    | 1986 | 193  | 88   |
| 32 | Stati Uniti (bandiera)       | A     | Louis Graham     | 1984 | 203  | 90   |
| 32 | Stati Uniti (bandiera)       | A     | Kevin Rogers     | 1986 | 206  | 106  |
| 33 | Stati Uniti (bandiera)       | A     | Mike Harris      | 1983 | 198  | 109  |
| 34 | Stati Uniti (bandiera)       | G     | Quin Humphrey    | 1984 | 193  | 93   |
| 34 | Stati Uniti (bandiera)       | A     | Rich Melzer      | 1979 | 203  | 102  |
| 41 | Germania (bandiera)          | A     | Julian Sensley   | 1982 | 206  | 102  |
| 42 | Stati Uniti (bandiera)       | A     | Ernest Scott     | 1982 | 201  | 102  |
| 44 | Stati Uniti (bandiera)       | C     | Mickell Gladness | 1986 | 211  | 104  |
| 50 | Antigua e Barbuda (bandiera) | AG    | Kurt Looby       | 1984 | 208  | 104  |

## Staff tecnico
- Allenatore: Chris Finch
- Vice-allenatori: Paul Mokeski, Jai Steadman
- Preparatore atletico: Joe Resendez